# Retsforbundet
Retsforbundet ex Danmarks Retsforbund (Partit de Justícia o d'Un Impost) és un partit polític danès fundat el 1919. La plataforma del partit es basava en els principis de l'economista estatunidenc Henry George, que advocava per un impost únic arreu (georgisme).
Es va presentar per primer cop a les eleccions legislatives daneses de 1926, i va tenir un cert ressò en la postguerra, fins i tot va formar un govern de coalició amb els socialdemòcrates i Det Radikale Venstre el 1957-1960. El 1960 va perdre la representació parlamentària, però a les eleccions de 1973 va obtenir 5 escons al Folketinget, a causa de la seva oposició a l'entrada danesa a la Comunitat Econòmica Europea. Va mantenir la representació fins al 1981 i un diputat al Parlament europeu (Ib Christensen) el 1978-1979.
En la dècada dels setanta el partit va perdre suports i va deixar de funcionar a nivell nacional el 1990, però a les eleccions de 2005 es va presentar amb el Partit Minoritari, però només va obtenir el 0,3% dels vots.

## Resultats electorals

### Eleccions legislatives
| Any          | Vots                 | Vots                 | Vots                 | Escons               | Escons               |
| Any          | #                    | %                    | ± pp                 | #                    | ±                    |
| ------------ | -------------------- | -------------------- | -------------------- | -------------------- | -------------------- |
| 1924         | 12,643               | 1.0%                 | +1.0                 | 0 / 149              | Nou                  |
| 1926         | 17,463               | 1.3%                 | +0.3                 | 2 / 149              | 2                    |
| 1929         | 25,810               | 1.8%                 | +0.5                 | 3 / 149              | 1                    |
| 1932         | 41,238               | 2.7%                 | +0.9                 | 4 / 149              | 1                    |
| 1935         | 41,199               | 2.5%                 | -0.2                 | 4 / 149              | =                    |
| 1939         | 33,783               | 2.0%                 | -0.5                 | 3 / 149              | 1                    |
| 1943         | 31,323               | 1.6%                 | -0.4                 | 2 / 149              | 1                    |
| 1945         | 38,459               | 1.9%                 | +0.3                 | 3 / 149              | 1                    |
| 1947         | 94,570               | 4.5%                 | +2.6                 | 6 / 150              | 3                    |
| 1950         | 168,784              | 8.2%                 | +3.7                 | 12 / 151             | 6                    |
| 1953 (I)     | 116,288              | 5.6%                 | -2.6                 | 9 / 151              | 3                    |
| 1953 (II)    | 75,449               | 3.5%                 | -2.1                 | 6 / 179              | 3                    |
| 1957         | 122,759              | 5.3%                 | +1.8                 | 9 / 179              | 3                    |
| 1960         | 52,330               | 2.2%                 | -3.1                 | 0 / 179              | 9                    |
| 1964         | 34,258               | 1.3%                 | -0.9                 | 0 / 179              | =                    |
| 1966         | 19,905               | 0.7%                 | -0.6                 | 0 / 179              | =                    |
| 1968         | 21,124               | 0.7%                 | 0.0                  | 0 / 179              | =                    |
| 1971         | 50,231               | 1.7%                 | +1.0                 | 0 / 179              | =                    |
| 1973         | 87,904               | 2.9%                 | +1.2                 | 5 / 179              | 5                    |
| 1975         | 54,095               | 1.8%                 | -1.1                 | 0 / 179              | 5                    |
| 1977         | 102,149              | 3.3%                 | +1.5                 | 6 / 179              | 6                    |
| 1979         | 83,238               | 2.6%                 | -0.7                 | 5 / 179              | 1                    |
| 1981         | 45,174               | 1.4%                 | -1.2                 | 0 / 179              | 5                    |
| 1984         | 50,381               | 1.5%                 | +0.1                 | 0 / 179              | =                    |
| 1987         | 16,359               | 0.5%                 | -1.0                 | 0 / 179              | =                    |
| 1988         | No hi van participar | No hi van participar | No hi van participar | No hi van participar | No hi van participar |
| 1990         | 17,181               | 0.5%                 | +0.5                 | 0 / 179              | =                    |
| 1994–present | No hi van participar | No hi van participar | No hi van participar | No hi van participar | No hi van participar |